# تیراندازی ۲۰۱۵ سن برناردینو
در تاریخ ۲ دسامبر ۲۰۱۵ تیراندازی دسته‌جمعی به همراه ۱۴ کشته و ۱۸ مجروح به وقوع پیوست. تیراندازان مهمانی کارمندان بخش بهداشت عمومی شهرستان سن برناردینو را که در تالار کنفرانس با حداکثر ۱۰۰ نفر برگزار شده بود را هدف قرار داده بودند.
در تیراندازی روز چهارشنبه، در یک مجتمع بهزیستی در سن برناردینوی در جنوب کالیفرنیا، ۱۴ نفر، از جمله یک زنی ایرانی‌تبار، کشته و ۲۱ نفر دیگر زخمی شدند. دو مهاجم هم در تیراندازی پلیس کشته شدند.

## شرح ماجرا
سید رضوان فاروق، بازرس مسئول رسیدگی به رستوران‌ها در سازمان بهداشت بخش سن برناردینو، و همسرش تشفین مالک روز چهارشنبه به یک جشن تعطیلات که همکاران رضوان فاروق در آن حضور داشتند، حمله کردند. طبق این گزارش‌ها، رضوان فاروق در این جشن حضور داشته‌است اما از محل جشن خارج شده و سپس مسلح به همراه همسرش به این محل بازگشته بود و حاضران را به رگبار بستند.
به گفته پلیس، این دو نفر ۷۵ گلوله به سمت حاضران شلیک کردند.
به نوشته خبرگزاری «آسوشیتدپرس»، یک مقام امنیتی آمریکایی روز پنج‌شنبه تأیید کرد که رضوان فاروق «از طریق شبکه‌های اجتماعی با تندروهای اسلامی در ارتباط بوده‌است».

## اولین نفر حاضر به‌منظور عملیات امداد پزشکی
یک پزشک ۵۱ ساله‌ای که در ایران به دنیا آمده‌است، به نام «مایکل نیکی» (به انگلیسی: «Michael Neeki»)، پزشک اورژانسی بود که به‌عنوان اولین نفر درصحنه عملیات تیراندازی سن برناردی نو که ۱۴ کشته به‌جای گذاشت به‌منظور کمک‌رسانی درحالی‌که همچنان عملیات در جریان می‌بود حاضر شد، نیکی عضو سوات محلی و یک سرباز پزشک می‌باشد.

## مهاجمان

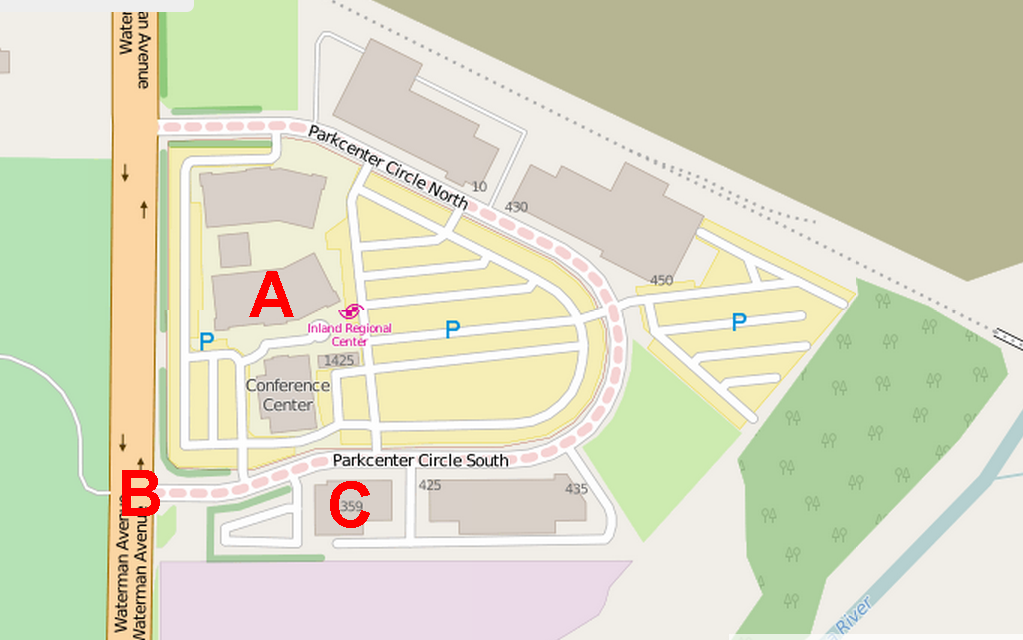
A – محل تیراندازی
B – افراد مجروح درمان شدند
C – مدرسه برای نابینایان جایی که تعدادی پناه گرفتند

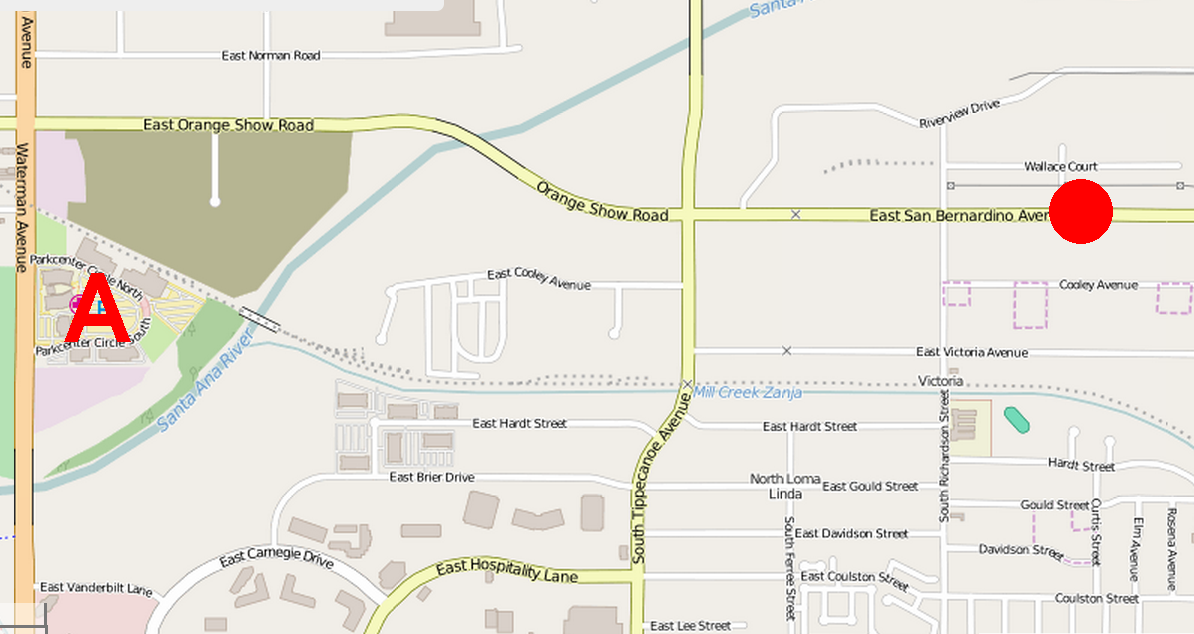
The shootout occurred on the سمت جنوبی San Bernardino Ave. just east of Sheldon Drive; the "A" در left indicates موقعیت مرکز منطقه‌ای اینلند.

سید رضوان فاروق (۱۴ ژوئن ۱۹۸۷- درگذشته ۲ دسامبر ۲۰۱۵) فاروق از پدر و مادر پاکستانی در آمریکا متولد شده بود.
تاشفین مالک  (زاده (۱۳ ژوئیه ۱۹۸۶- درگذشته ۲ دسامبر ۲۰۱۵) در پاکستان به دنیا آمده بوداما بیشتر عمر خود را در عربستان سعودی سپری کرده بود. زادگاه وی کرور لعل عیسن، ۲۸۰ مایل (۴۵۰ کیلومتر) جنوبغربی اسلام‌آباد بود. تاشفین مالک در ماه ژوئیه ۲۰۱۴ با ویزای نامزدی وارد آمریکا شد و با فاروق ازدواج کرد. او پاکستانی بود.
«سید رضوان فاروق»، زاده آمریکا که برای مرکز بهداشتی شهر کار می‌کرد؛ و همسرش تشفین مالک نام داشت. مرد مهاجم ۲۸ ساله و زن همراه او ۲۷ ساله بود.
به نوشته خبرگزاری «آسوشیتدپرس»، یک مقام امنیتی آمریکایی روز پنج‌شنبه تأیید کرد که رضوان فاروق «از طریق شبکه‌های اجتماعی با تندروهای اسلامی در ارتباط بوده‌است».
به گزارش رویترز، دیوید بوویچ، دستیار مدیر پلیس فدرال در ایالت کالیفرنیا روز جمعه گفته‌است: «براساس اطلاعات و شواهدی که ما در اختیار داریم ما اکنون در حال تحقیق دربارهٔ این اقدام وحشتناک به عنوان یک اقدام تروریستی هستیم.»
پلیس فدرال آمریکا، اف بی‌آی، جمعه چهارم دسامبر اعلام کرده‌است، که این تیراندازی را یک «اقدام تروریستی» می‌داند
به گزارش «سی ان ان» پلیس همچنین در حال تحقیق بیشتر دربارهٔ سوابق تشفین مالک است. وی نزدیک به پنج سال پیش که به پاکستان بازگشته بود در عربستان زندگی می‌کرده‌است. تشفین مالک سال ۲۰۱۴ از طریق اینترنت با رضوان فاروق آشنا شده و با ویزای نامزدی وارد آمریکا شده‌است. در این گزارش آمده‌است که تشفین مالک روبند داشته کمتر کسی در آمریکا صورت او را دیده‌است. وی در آمریکا رانندگی نمی‌کرده‌است. یک کارشناس امور امنیتی به «سی ان ان» گفته‌است که احتمال دارد تشفین مالک، رضوان فاروق را به حمله ترغیب و تهییج کرده باشد.
در همین حال، مقام‌های پلیس ایالت کالیفرنیا می‌گویند، شواهدی در دست نیست که این زوج عضو یک شبکه تروریستی بوده باشند.
به گزارش سی ان ان، لحظاتی پس از حمله چهارشنبه تشفین مالک در پیامی در فیس بوک با رهبر گروه حکومت اسلامی (داعش) اعلام بیعت کرده‌است. اما فیس بوک این پیام را لحظاتی بعد حذف کرده بود. پلیس فدرال می‌گوید، رضوان فاروق و همسرش تشفین مالک در جریان درگیری با پلیس تلفن‌های خود را از بین برده بودند. اکنون بخشی از تلاش‌ها بر روی بازیابی حافظه تلفن و کامپیوترهای این زوج متمرکز شده‌است.

## مهمات
به گفته رئیس پلیس سن برناردینو، پس از کشته شدن این دو مهاجم، دست‌کم یک هزار و ۶۰۰ گلوله، به همراه سه بمب دست‌ساز و یک دستگاه کنترل از راه دور از خودروی اجاره‌ای آن‌ها به دست آمده‌است. همچنین ۱۲ بمب دست‌ساز به همراه سه هزار گلوله از منزل سیدرضوان فاروق و همسرش کشف شده‌است.

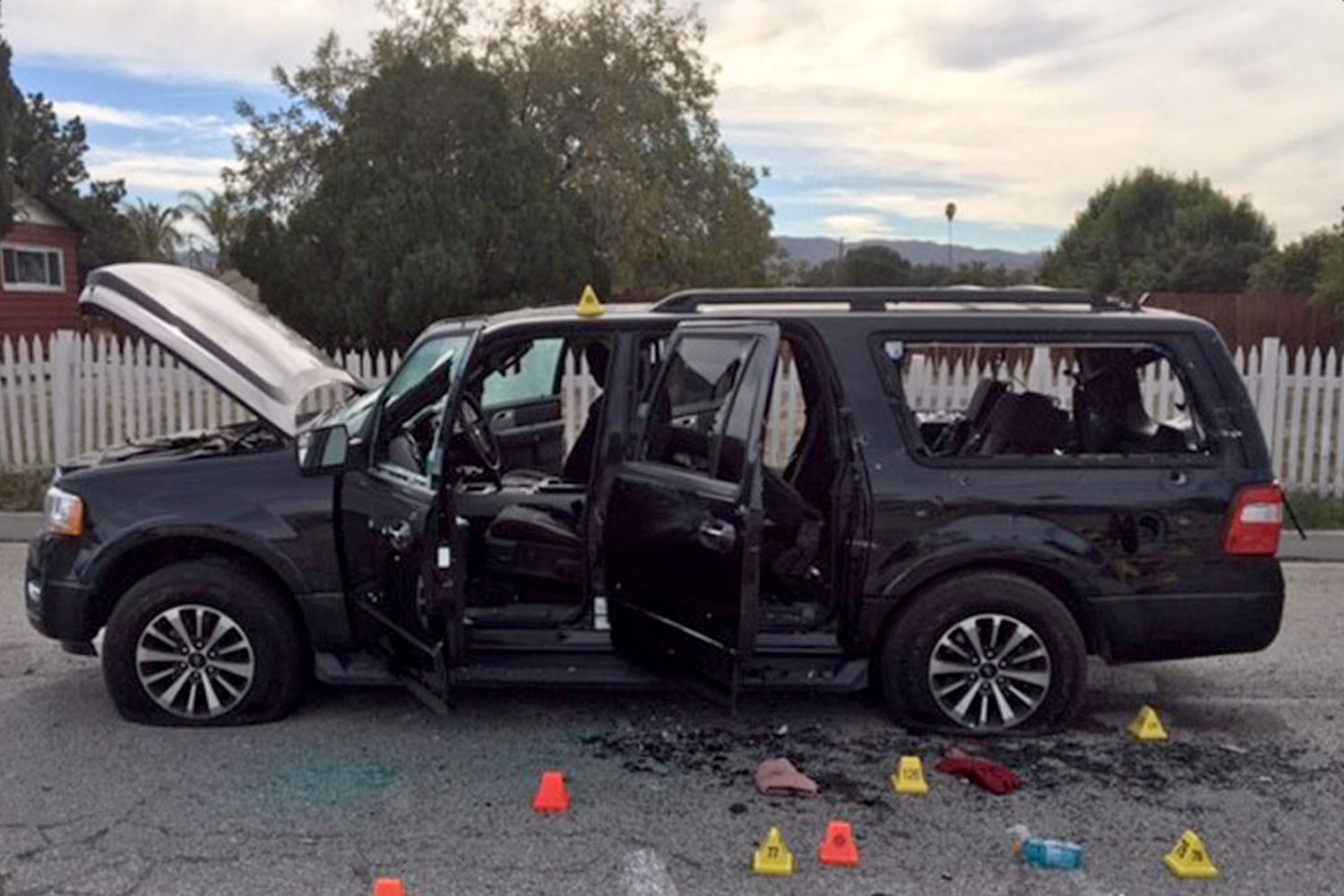
The suspect's vehicle involved in the shootout
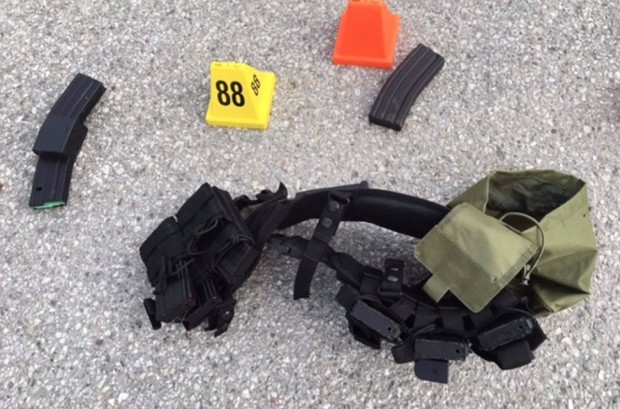
Tactical belt used by one of the shooters
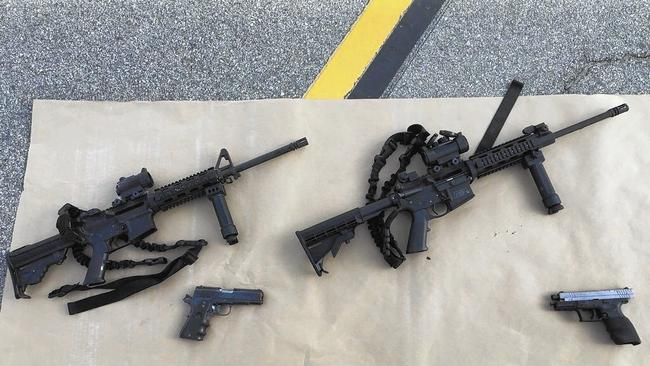
The four guns used by the shooters. Released by the San Bernardino County Sheriff's Department.
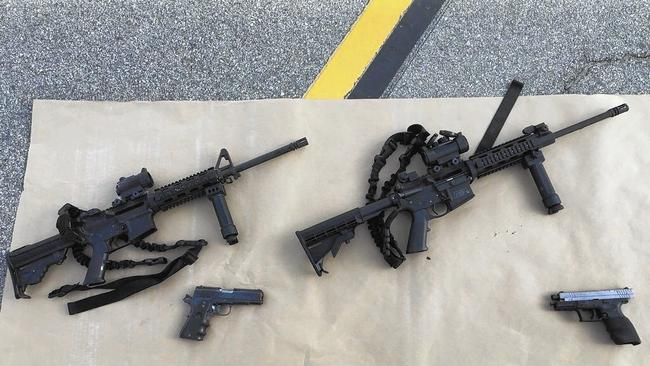
The four guns used by the shooters. Released by the San Bernardino County Sheriff's Department.

## جانباختگان
| تلفات | |
| --- | --- |
| کشته‌شدگان \| - Larry Daniel Kaufman (42) - Bennetta Betbadal (46) - Tin Nguyen (31) - Daniel Meins (58) - Nicholas Thalasinos (52) - Michael Wetzel (37) - Yvette Velasco (27) \| - Isaac Amanios (60) - Sierra Clayborn (27) - Aurora Banales Godoy (26) - Robert Adams (40) - Harry Bowman (46) - Juan Espinoza (50) - Shannon Johnson (45) \| | |
| - Larry Daniel Kaufman (42) - Bennetta Betbadal (46) - Tin Nguyen (31) - Daniel Meins (58) - Nicholas Thalasinos (52) - Michael Wetzel (37) - Yvette Velasco (27) | - Isaac Amanios (60) - Sierra Clayborn (27) - Aurora Banales Godoy (26) - Robert Adams (40) - Harry Bowman (46) - Juan Espinoza (50) - Shannon Johnson (45) |

کشته شدن ۱۴ نفر و مجروح شدن ۱۸ نفر تأیید شده‌است.
یکی از قربانیان، یک زن ۴۶ ساله ایرانی‌تبار به نام بِنِتا بِتبَدل بود وی مادر سه فرزند بود و در سن ۱۸ سالگی در پی وقوع انقلاب اسلامی در ایران، برای «گریز از بدرفتاری با مسیحیان» به آمریکا مهاجرت کرده بود.
باراک اوباما، رئیس‌جمهور آمریکا پس از جلسه روز پنجشنبه با مشاوران امنیت ملی‌اش، گفته‌است که اطمینان دارد پلیس فدرال آمریکا و مجریان قانون، دلایل منجر به این حادثه را به دست می‌آورند. وی در عین حال خواستار آن شده که شهروندان کشور پیش از هر گونه قضاوت در مورد این رویداد، منتظر واقعیت‌ها باشند. پیش از این باراک اوباما، رئیس جمهور آمریکا گفته بود که ممکن است این حمله «مرتبط به فعالیت‌های تروریستی» بوده باشد، اما تأکید کرد که هنوز این مسئله مشخص نشده‌است.
باراک اوباما، رئیس‌جمهور آمریکا روز شنبه در واکنش به حمله اخیر به یک مرکز بهزیستی در کالیفرنیا، گفت که آمریکا «مرعوب تروریست‌ها نخواهد شد»....

## اظهار نظرها
به دنبال تیراندازی در سن برنادینو، دونالد ترامپ، نامزد پیشتاز حزب جمهوریخواه در انتخابات ریاست جمهوری سال ۲۰۱۶ روز دوشنبه هفتم دسامبر در بیانیه‌ای اعلام کرده‌است، ورود مسلمانان به آمریکا موقتاً و به‌طور کامل ممنوع شود. تا زمانی که نتوانیم در خصوص این مشکل و تهدیدی‌های خطرناک ناشی از آن تصمیم بگیریم، کشور نباید اجازه دهد که قربانی حملات افرادی بشود که به جهاد معتقدند و برای جان انسان‌ها ارزشی قائل نیستند. به گزارش آسوشیتدپرس، در بیانیه ستاد انتخاباتی دونالد ترامپ تصریح شده‌است که چنین ممنوعیتی تا زمانی که قانونگذاران و نمایندگان دریابند که مشکل چیست، می‌بایست اعمال شود. چنین پیشنهادی به خاطر تنفر «بخش اعظم جمعیت مسلمانان» نسبت به آمریکا مطرح شده‌است.
شرکت اپل حکم دادگاه برای شکستن قفل آی‌فون یکی از مهاجمان کشتار را رد کرده‌است و در روز ۲۷ بهمن ۱۳۹۴ (۱۶ فوریه ۲۰۱۶) بیانیه‌ای با عنوان پیامی به مشتریانمان منتشر کرده‌است.
اپل در این بیانیه می‌گوید در حال حاضر داده‌های کاربران بر روی سیستم عامل آی‌اواس رمزگذاری می‌شوند و این تنها راه حفاظت از اطلاعات در مقابل هکرهاست. برای اجرای حکم دادگاه، این شرکت باید نرم‌افزاری را به وجود بیاورد- که در حال حاضر وجود ندارد- که بتواند قفل تلفن‌هایی را که تولید می‌کند، بشکند یا به عبارتی دیگر یک در پشتی طراحی کند. اما از طرف دیگر کاخ سفید استدلال می‌کند که تنها به دنبال دسترسی به اطلاعات یک دستگاه تلفن است و نه ایجاد در پشتی.

## توضیحات
1. ↑  Tashfeen Malik (اردو: تاشفین ملک / تلفظ هندوستانی: [tɑ:ʃfi:n məlɪk])